# کاسیوس لونگینوس
کاسیوس لونگینوس (یونانی: Κάσσιος Λογγῖνος؛ ۲۱۳ پس از میلاد – ۲۷۳ پس از میلاد) فیلسوف، سخن‌دان و منتقد فلسفه یونانی اهل روم باستان بود. او در حمص یا آتن به دنیا آمد و در اسکندریه زیر نظر آمونیوس ساکاس و اوریگن پاگان تحصیل کرد و سی سال در آتن تدریس کرد. یکی از شاگردانش پورفیری بود. لونگینوس فلسفه نوافلاطونی که در آن زمان توسط فلوطین در حال توسعه بود را قبول نکرد، اما به‌عنوان یک افلاطونی از نوع قدیمی‌اش ادامه داد و شهرت او به‌عنوان یک منتقد ادبی بسیار زیاد بود. در طی بازدید از شرق، معلم و متعاقباً مشاور ارشد زنوبیا، ملکه پالمیرا شد. با نصیحت او بود که زنوبیا تلاش کرد استقلال خود را از رم به دست آورد. امپراتور اورلیان شورش را سرکوب کرد و لونگینوس اعدام شد.